# BNIシティ駅
BNIシティ駅（インドネシア語: Stasiun BNI City）は、スカルノ・ハッタ空港鉄道リンクとKRLコミューターラインの駅である。 駅はジャカルタ首都特別州中央ジャカルタ市タナ・アバン区にある。BNIシティ駅はスディルマン駅から100メートルほど離れた場所にある。 BNIシティ駅はドゥクアタス交通指向開発（TOD）の一部である。

## 歴史
2017年12月26日にスカルノ・ハッタ空港鉄道の運行開始と共に開業。
開業前は駅名が「スディルマン・バル駅」（インドネシア語: Stasiun Sudirman Baru）であったが、インドネシア中央銀行（BNI）が当駅のネーミングライツを取得したことにより現在の駅名に変更になった。企業によるネーミングライツ取得は、インドネシアでは当駅が初の事例である。
2022年7月30日より、BNIシティ駅はKRLコミューターライン・チカラン環状線の乗客へのサービスを開始する。 この運行は、スディルマン駅の乗客密度を40％分担することを目的としている。 この運行は、KRLコミューターラインと空港鉄道の間の改札口を分離して行われるが、ホームは2つのサービス間で分離されていない。

## 駅構造

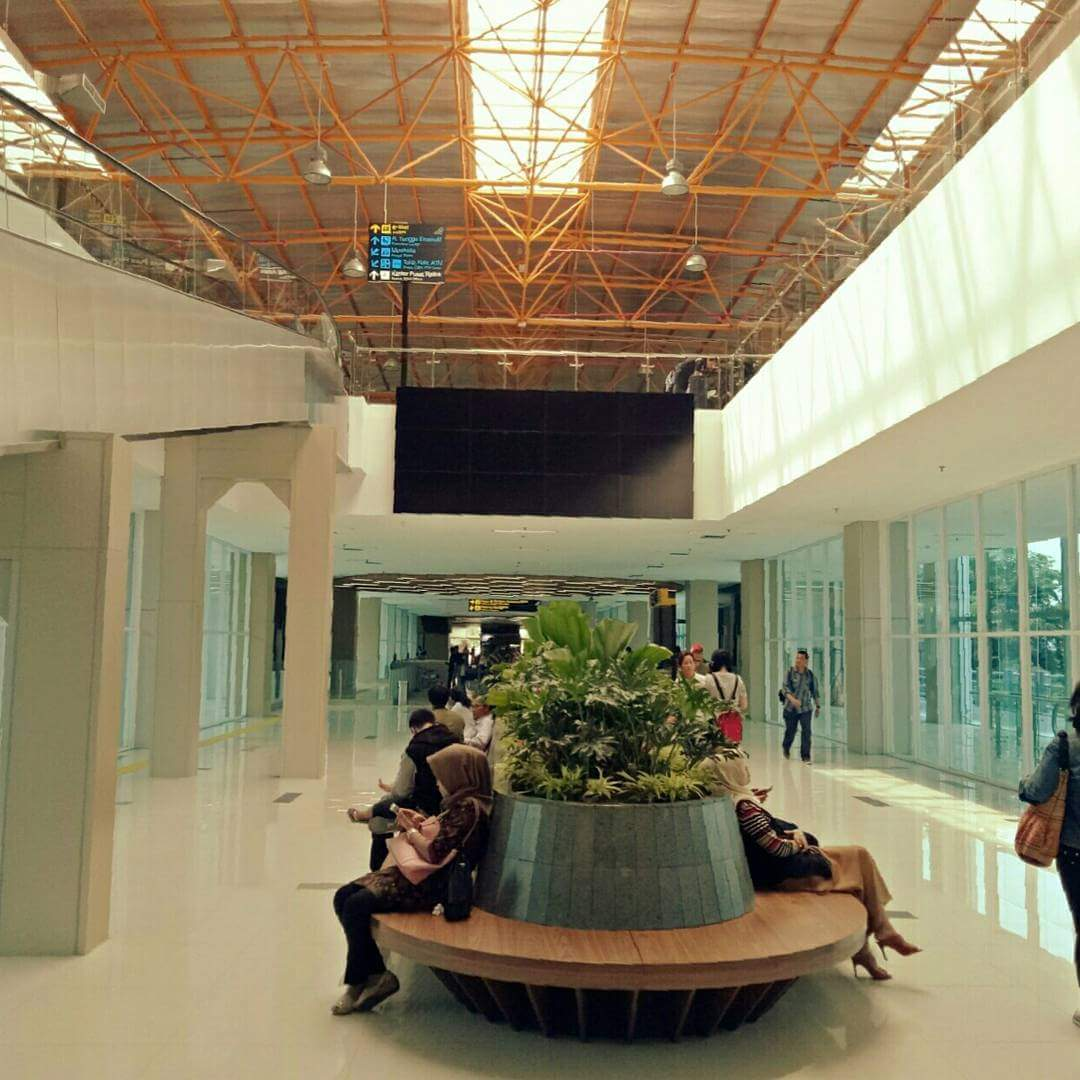
コンコース

3階建て・全長500mある橋上駅舎を持つ地上駅。
1階には駅入口とプラットホームがある。プラットホームは全長240m、幅32mの相対式2面2線を有する。2階には改札口とテナント、3階は券売機とテナントがある。また駐車場を併設している。

### のりば
| 番線 | 路線                     | 行先                                 |
| ---- | ------------------------ | ------------------------------------ |
| 1    | スカルノ・ハッタ空港鉄道 | SHIA（スカルノ・ハッタ国際空港）方面 |
| 2    | スカルノ・ハッタ空港鉄道 | マンガライ方面                       |
| 1    | チカラン環状線           | カンプンバンダン方面                 |
| 2    | チカラン環状線           | チカラン方面                         |

## 駅周辺
「ドゥクアタスTOD」も参照。
- スディルマン駅（インドネシア語版、英語版）（KRL コムター）
- ドゥクアタス駅（MRT南北線）
- UOBプラザ
- タムリンナイン
- BCAタワー（インドネシア語版、英語版）
- グランドインドネシアショッピングタウン（インドネシア語版、英語版）
- ケブン・メラティ湖（Waduk Kebun Melati）
- リウン川（インドネシア語版、英語版）

## 隣の駅
レイリンク
 スカルノ・ハッタ空港鉄道
マンガライ駅 - BNIシティ駅 - ドゥリ駅
 チカラン環状線
カレット駅-  BNIシティ駅 - スディルマン駅